# Federalne Ministerstwo Sprawiedliwości (Austria)
Federalne Ministerstwo Sprawiedliwości w Austrii (niem. Bundesministerium für Justiz, w skrócie BMJ) – austriacki organ administracji federalnej odpowiedzialny za sprawy w dziedzinie prawa, ochrony danych, wymiaru sprawiedliwości, systemu penitencjarnego i probacyjnego.

## Federalny Minister Sprawiedliwości
Federalny Minister Sprawiedliwości jest jednym z najwyższych organów wykonawczych (jako minister federalny) oraz członkiem Rządu Federalnego. Kieruje on Federalnym Ministerstwem Sprawiedliwości, koordynuje jego pracę oraz sprawuje nadzór nad podległymi jednostkami.
Jako jeden z najwyższych organów wykonawczych m.in. wydaje on rozporządzenia na podstawie ustawy w zakresie swojej właściwości, zawiera umowę ramową z Agencją Wsparcia Wymiaru Sprawiedliwości, przyjmuje wnioski o ułaskawienie i kieruje je do Prezydenta Federalnego oraz powołuje sędziów i prokuratorów określonych kategorii, jeżeli Prezydent Federalny przekaże mu to prawo. Federalnemu Ministrowi Sprawiedliwości podlega austriacka prokuratura.
Do pomocy w realizacji jego zadań i reprezentacji w parlamencie może zostać mu przydzielony sekretarz stanu, któremu Federalny Minister Sprawiedliwości może powierzyć za jego zgodą wykonywanie określonych zadań. Przy ich wykonywaniu sekretarz stanu jest podporządkowany ministrowi i związany jego poleceniami.

## Historia
Pierwszym ministerstwem odpowiedzialnym za sprawy wymiaru sprawiedliwości było Ministerstwo Sprawiedliwości (Justizministerium) utworzone 21 sierpnia 1848 r. wraz z Sądem Najwyższym. Powołano je do życia w związku z wydarzeniami związanymi z Wiosną Ludów. Zastąpiło ono wcześniej funkcjonującą Najwyższą Izbę Sprawiedliwości, która pełniła także funkcję sądu najwyższego. 20 października 1860 r. połączono je z Ministerstwem Wyznań i Oświaty oraz Ministerstwem Spraw Wewnętrznych w Ministerstwo Stanu. Przywrócenie ministerstwa sprawiedliwości jako samodzielnej jednostki nastąpiło w 1867 roku. W związku z przyjęciem Konstytucji grudniowej i przekształceniem monarchii habsburskiej w monarchię dualistyczną (Austro-Węgry) ministerstwo utworzono jako Cesarsko-Królewskie Ministerstwo Sprawiedliwości (k. k. Justizministerium).
Po rozpadzie monarchii austro-węgierskiej na podstawie uchwał Tymczasowego Zgromadzenia Narodowego Republiki Niemieckiej Austrii w 1918 r. powołano Państwowy Urząd Sprawiedliwości, na czele którego stał Sekretarz Stanu ds. Sprawiedliwości. Pełnił on tymczasowo funkcję ministerstwa do czasu uchwalenia Konstytucji dla Austrii.
1 października 1920 r. uchwalono Federalną Ustawę Konstytucyjną Republiki Austrii, która weszła w życie 10 listopada 1920 roku. Na jej mocy utworzono Federalne Ministerstwo Sprawiedliwości, na którego czele stanął Federalny Minister Sprawiedliwości. Pierwszym Federalnym Ministrem Sprawiedliwości był Rudolf Paltauf powołany na ten urząd 20 listopada 1920 r. w II rządzie Michaela Mayra. Ministerstwo zostało rozwiązane 23 kwietnia 1938 r. w związku z tzw. Anschlussem Austrii. Po wojnie na podstawie tzw. Małej Konstytucji tymczasowo utworzono Państwowy Urząd Sprawiedliwości. Funkcjonował on do czasu uznania Federalnej Ustawy Konstytucyjnej Republiki Austrii za dalej obowiązującą. Ponownie weszła ona w życie 19 grudnia 1945 r. i tym samym tego samego dnia Federalne Ministerstwo Sprawiedliwości wznowiło swoją działalność.
Od 8 stycznia 2018 do 28 stycznia 2020 r. w miejsce Federalnego Ministerstwa Sprawiedliwości funkcjonowało Federalne Ministerstwo Konstytucji, Reform, Deregulacji i Sprawiedliwości. Posiadało ono kompetencje zlikwidowanego ministerstwo a dodatkowo przejęło niektóre kompetencje Kancelarii Federalnej.

## Zadania
Federalne Ministerstwo Sprawiedliwości prowadzi sprawy administracji federalnej w dziedzinie jaka została mu przekazana. Obejmuje to w szczególności m.in.:
- opracowywanie aktów normatywnych (np. projektów ustaw federalnych czy rozporządzeń),

- wydawanie aktów prawa wewnętrznie obowiązującego,

- występowanie jako podmiot praw w zakresie prawa prywatnego,

- współpracę międzynarodową.

## Obszary działalności
Federalne Ministerstwo Sprawiedliwości jest odpowiedzialne za:
- Prawo cywilne, chyba że wchodzi w zakres kompetencji innego ministerstwa federalnego.

- Prawo karne.

- Prawo medialne.

- Postępowanie cywilne i karne.

- Sprawy dotyczące sądów powszechnych, kartelowych i postępowań nieprocesowych.

- Sprawy dotyczące Prokuratury oraz postępowanie organów administracyjnych w służbie wymiarowi sprawiedliwości w sprawach karnych.

- Wykonawstwo orzeczeń i nakazów sądowych w sprawach cywilnych i karnych.

- Prawo upadłościowe i egzekucyjne.

- Przepisy dotyczące tworzenia, organizacji i funkcjonowania instytucji wykonywania kar pozbawienia wolności i środków zapobiegawczych związanych z pozbawieniem wolności oraz zarządzania nimi.

- Administrację sądową sądów powszechnych i sądów antymonopolowych.

- Sprawy dotyczące adwokatów i notariuszy, w tym ich reprezentacja zawodowa, a także obrońców w sprawach karnych.

- Opłaty sądowe i administracyjne.

- Sprawy organizacyjne sądów administracyjnej, z wyjątkiem spraw Federalnego Sądu Finansowego.

- Kwestie prawne dotyczące zamówień publicznych.

- Ochrona danych i elektroniczne przetwarzanych danych.

## Lista ministrów sprawiedliwości

### Sekretarze stanu ds. sprawiedliwości
| Zdjęcie              | Imię i nazwisko (partia polityczna) | Objęcie urzędu       | Rząd             |
| -------------------- | ----------------------------------- | -------------------- | ---------------- |
|                      | Julius Roller (bezpartyjny)         | 30 października 1918 | I Rząd Rennera   |
|                      | Richard Bratusch (bezpartyjny)      | 15 marca 1919        | II Rząd Rennera  |
| Rudolf_Ramek_1-E-895 | Rudolf Ramek (CS)                   | 17 października 1919 | III Rząd Rennera |
|                      | Matthias Eldersch (SDAPÖ)           | 24 czerwca 1920      | III Rząd Rennera |
|                      | Julius Roller (bezpartyjny)         | 7 lipca 1920         | I Rząd Mayra     |

### Federalni Ministrowie Sprawiedliwości
| Zdjęcie | Imię i nazwisko (partia polityczna) | Objęcie urzędu       | Rząd                                                  |
| ------- | ----------------------------------- | -------------------- | ----------------------------------------------------- |
|         | Rudolf Paltauf (bezpartyjny)        | 20 listopada 1920    | II Rząd Mayra, I Rząd Schobera, II Rząd Schobera      |
|         | Leopold Waber (GDVP)                | 31 maja 1922         | I Rząd Seipela                                        |
|         | Felix Frank (GDVP)                  | 17 kwietnia 1923     | II Rząd Seipela, III Rząd Seipela                     |
|         | Leopold Waber (GDVP)                | 20 listopada 1924    | I Rząd Ramka, II Rząd Ramka                           |
|         | Franz Dinghofer (GDVP)              | 20 października 1926 | IV Rząd Seipela, V Rząd Seipela                       |
|         | Ignaz Seipel (CS)                   | 4 lipca 1928         | V Rząd Seipela                                        |
|         | Franz Slama (GDVP)                  | 6 lipca 1928         | V Rząd Seipela, Rząd Streeruwitza, III Rząd Schobera  |
|         | Franz Hueber (Heimwehr)             | 30 sierpnia 1930     | Rząd Vaugoina                                         |
|         | Hans Schürff (GDVP)                 | 4 grudnia 1930       | Rząd Endera                                           |
|         | Johann Schober (bezpartyjny)        | 30 maja 1931         | Rząd Endera                                           |
|         | Hans Schürff (GDVP)                 | 20 czerwca 1931      | I Rząd Burescha                                       |
|         | Kurt Schuschnigg (CS)               | 29 stycznia 1932     | II Rząd Burescha, I Rząd Dollfussa, II Rząd Dollfussa |
|         | Egon Berger-Waldenegg (Heimwehr)    | 10 lipca 1934        | II Rząd Dollfussa, I Rząd Schuschnigga                |
|         | Robert Winterstein (VF)             | 17 października 1935 | I Rząd Schuschnigga                                   |
|         | Hans von Hammerstein-Equord (VF)    | 14 maja 1936         | II Rząd Schuschnigga                                  |
|         | Adolf Pilz (VF)                     | 3 listopada 1936     | III Rząd Schuschnigga                                 |
|         | Ludwig Adamovich (VF)               | 16 lutego 1938       | IV Rząd Schuschnigga                                  |
|         | Franz Hueber (NSDAP)                | 11 marca 1938        | Rząd Seyss-Inquarta                                   |

### Sekretarz stanu ds. sprawiedliwości
| Zdjęcie | Imię i nazwisko (partia polityczna) | Objęcie urzędu   | Rząd            |
| ------- | ----------------------------------- | ---------------- | --------------- |
|         | Josef Gerö (bezpartyjny)            | 27 kwietnia 1945 | IV Rząd Rennera |

### Federalni Ministrowie Sprawiedliwości
| Zdjęcie | Imię i nazwisko (partia polityczna)                                                                                              | Objęcie urzędu   | Rząd |
| ------- | --- | ---------------- | --- |
|         | Josef Gerö(bezpartyjny) | 20 December 1945 | I Rząd Figla |
|         | Otto Tschadek (SPÖ) | 8 listopada 1949 | II Rząd Figla |
|         | Josef Gerö(bezpartyjny) | 16 sierpnia 1952 | II Rząd Figla, III Rząd Figla, I Rząd Raaba                                                                           |
|         | Adolf Schärf (SPÖ) | 30 grudnia 1954  | I Rząd Raaba |
|         | Hans Kapfer (bezpartyjny) | 17 stycznia 1955 | I Rząd Raaba |
|         | Otto Tschadek (SPÖ) | 29 lipca 1956    | II Rząd Raaba, III Rząd Raaba                                                                                         |
|         | Christian Broda (SPÖ) | 23 lipca 1960    | III Rząd Raaba, IV Rząd Raaba, I Rząd Gorbacha, II Rząd Gorbacha, I Rząd Klausa                                       |
|         | Hans Klecatsky (bezpartyjny) | 19 kwietnia 1966 | II Rząd Klausa |
|         | Christian Broda (SPÖ) | 21 kwietnia 1970 | I Rząd Kreiskyego, II Rząd Kreiskyego, III Rząd Kreiskyego, IV Rząd Kreiskyego                                        |
|         | Harald Ofner (FPÖ) | 25 maja 1983     | Rząd Sinowatza, Pierwszy rząd Franza Vranitzkiego                                                                     |
|         | Egmont Foregger (bezpartyjny) | 21 stycznia 1987 | Drugi rząd Franza Vranitzkiego                                                                                        |
|         | Nikolaus Michalek (bezpartyjny)                                                                                                  | 17 grudnia 1990  | Trzeci rząd Franza Vranitzkiego, Czwarty rząd Franza Vranitzkiego, Piąty rząd Franza Vranitzkiego, Rząd Viktora Klimy |
|         | Michael Krüger (FPÖ) | 4 lutego 2000    | Pierwszy rząd Wolfganga Schüssela                                                                                     |
|         | Dieter Böhmdorfer (bezpartyjny)                                                                                                  | 2 marca 2000     | Pierwszy rząd Wolfganga Schüssela, Drugi rząd Wolfganga Schüssela                                                     |
|         | Karin Gastinger, nazywająca się do 23 lipca 2005 Karin Miklautsch (bezpartyjna, w okresie od kwietnia 2005 do września 2006 BZÖ) | 25 lipca 2004    | Drugi rząd Wolfganga Schüssela                                                                                        |
|         | Maria Berger (SPÖ) | 11 stycznia 2007 | Rząd Alfreda Gusenbauera                                                                                              |
|         | Johannes Hahn (ÖVP) | 2 grudnia 2008   | Pierwszy rząd Wernera Faymanna                                                                                        |
|         | Claudia Bandion-Ortner (bezpartyjna)                                                                                             | 15 stycznia 2009 | Pierwszy rząd Wernera Faymanna                                                                                        |
|         | Beatrix Karl (ÖVP) | 21 kwietnia 2011 | Pierwszy rząd Wernera Faymanna                                                                                        |
|         | Wolfgang Brandstetter (ÖVP) | 16 grudnia 2013  | Drugi rząd Wernera Faymanna, Rząd Christiana Kerna                                                                    |
|         | Josef Moser (bezpartyjny) | 18 grudnia 2017  | Pierwszy rząd Sebastiana Kurz                                                                                         |

### Federalni Ministrowie Konstytucji, Reform, Deregulacji i Sprawiedliwości
| Zdjęcie | Imię i nazwisko (partia polityczna) | Objęcie urzędu  | Rząd                          |
| ------- | ----------------------------------- | --------------- | ----------------------------- |
|         | Josef Moser (bezpartyjny)           | 8 stycznia 2018 | Pierwszy rząd Sebastiana Kurz |
|         | Clemens Jabloner (bezpartyjny)      | 3 czerwca 2019  | Rząd Brigitte Bierlein        |
|         | Alma Zadić (Zieloni)                | 7 stycznia 2020 | Drugi rząd Sebastiana Kurza   |

### Federalni Ministrowie Sprawiedliwości
| Zdjęcie | Imię i nazwisko (partia polityczna)           | Objęcie urzędu   | Rząd                                                                            |
| ------- | --------------------------------------------- | ---------------- | ------------------------------------------------------------------------------- |
|         | Alma Zadić (Zieloni)                          | 29 stycznia 2020 | Drugi rząd Sebastiana Kurza, Rząd Alexandra Schallenberga, Rząd Karla Nehammera |
|         | Anna Sporrer (bezpartyjna z rekomendacji SPÖ) | 3 marca 2025     | Rząd Christiana Stockera                                                        |